# María Carámbula
Pour les articles homonymes, voir Carambula.
 María Carámbula  (Montevideo, 31 octobre 1968) est une actrice uruguayenne.
Son frère Gabriel Carámbula et son père Berugo Carámbula sont aussi acteurs. Elle a eu un fils avec Pablo Rago en 2002 et avait eu une fille appelée Catalina en 1987.

## Filmographie
- El buen destino (2005) - Solange
- Cuestión de principios (2009) - Inés

## Théâtre
- Te llevo en la sangre
- Ella en mi cabeza
- Chiquititas sin Fin (Gran rex) : Julia Demont

## Télévision
- Amigos son los amigos (1989)
- Poliladron (Canal 13, (1994)
- Matrimonios y algo más (Canal 13, 1995)
- Como pan caliente (Canal 13, 1999) - Marina
- Buenos vecinos (Telefe, 1999) - Nancy
- Campeones de la vida (Canal 13, 1999) - Maite
- Femenino masculino (Canal 9, 2003) - Alejandra
- Culpable de este amor (Telefe, 2004) - Lorena Villalba
- Chiquititas sin fin (Telefe, 2006) - Julia Anzorena de Dermont
- Vidas robadas (Telefe, 2008) Carla
- Tratame bien (Canal 13, 2009) - Caro
- Herencia de amor (Telefe, 2010) - Rita
- Secretos de amor (Telefe, 2010) - Fernanda
- El elegido (Telefe, 2011) - Lucía Planes